# Rokocin
Rokocin – wieś kociewska na Pojezierzu Starogardzkim w Polsce położona w województwie pomorskim, w powiecie starogardzkim, w gminie Starogard Gdański przy drodze krajowej nr 22.
Rokocin graniczy ze Starogardem Gdańskim, Sucuminem, Suminem oraz Nową Wsią Rzeczną i Koteżami. We wsi znajduje się Jezioro Rokocińskie(jezioro prywatne) bez dostępu do plaży. Naprzeciwko jeziora mieści się ośrodek rekreacji konnej, hotel i restauracja Hubertus. 
W Rokocinie funkcjonuje szkoła podstawowa. We wsi działa zespół ludowy o nazwie Rokockie Kociewiaki.
W latach 1954-1972 istniała gromada Rokocin. W latach 1975–1998 miejscowość administracyjnie należała do województwa gdańskiego.

## Zabytki
Według rejestru zabytków NID na listę zabytków wpisany jest zespół dworski, 1 poł. XIX, nr rej.: A-1206 z 15.02.1988: dwór i park.
Niewielki neoklasycystyczny pałac z końca XIX wieku otoczony parkiem ze starodrzewiem. Dłuższe skrzydło, parterowe z poddaszem użtkowym i wieżyczką, boczne, piętrowe, z elewacjami znaczonymi parami pilastrów. Obecnie służy jako dom pomocy społecznej.

## Tradycje jeździeckie
W latach 1926–1939 na tzw. polach rokocińskich (rejon obecnej stadniny Hubertus) odbywały się parady elitarnego 2. Pułku Szwoleżerów Rokitniańskich, stacjonującego w Starogardzie Gdańskim. We wrześniu 1934 (w 20-lecie pułku) rewię kawaleryjską obserwował tu prezydent RP – Ignacy Mościcki. Oficerem tego pułku był m.in. major Henryk Dobrzański Hubal.

## Inne miejscowości
Inne miejscowości z prefiksem Rokocin w nazwie: Rokocina